# Серіна Вінсент
Серіна Вінсент (7 лютого 1979, Лас-Вегас, США) — американська акторка.

## Вибіркова фільмографія
- Сім мумій (2006)
- «Гора Сасквоч» (2006)
- Монстри атакують (2015)